# Viola Reggio Calabria 1969-1970
Questa voce raccoglie le informazioni riguardanti la Cestistica Piero Viola nelle competizioni ufficiali della stagione 1969-1970.

## Roster
| Nome             | Nazionalità       |
| ---------------- | ----------------- |
| Enzo Porchi      | Italia (bandiera) |
| Peppe Saccà      | Italia (bandiera) |
| Peppe Melito     | Italia (bandiera) |
| Filippo Sauleo   | Italia (bandiera) |
| Mimmo Melara     | Italia (bandiera) |
| Bebbo Modafferi  | Italia (bandiera) |
| Nicola Saccà     | Italia (bandiera) |
| Giancarlo Strati | Italia (bandiera) |
| Santo Logiudice  | Italia (bandiera) |

## Risultati

### Serie C
La Cestistica Piero Viola verrà inserita nel girone D concludendo la stagione al 9º posto del suo raggruppamento ottenendo 10 vittorie e 12 sconfitte e una differenza canestri di -95 ottenendo la "salvezza" e la conseguente partecipazione alla Serie C dell'anno successivo.

### Coppa Italia
Nella Coppa Nazionale arriverà a disputare (accendendo alla competizione del secondo turno) il quarto turno della prima fase dove verrà sconfitta dalla Libertas Brindisi per 60-99.
Prima Fase
| Reggio Calabria 21 settembre 1969 Secondo Turno | Pallacanestro Viola | 50 – 18 | Fides Messina |  |

| Reggio Calabria 28 settembre 1969 Terzo Turno | Pallacanestro Viola | 58 – 57 | Virtus Ragusa |  |

| Reggio Calabria 21 settembre 1969 Quarto Turno | Pallacanestro Viola | 60 – 99 | Libertas Brindisi |  |